# عزموط
عزموط  قرية من قرى الضفة الغربية وتتبع محافظة نابلس، ومن القرى التي وقعت في حرب 1967.

## الموقع
تقع قرية عزموط شمال شرق مدينة نابلس وتبعد عنها ما يقارب خمسة كيلومترات.

## المناطق الأثرية
مقام الشيخ بلال بن رباح، وهو عبارة عن بناء قديم أقيم على جبل الكبير شمالي القرية، ويتواجد به بئر ماء وهناك مغارة أو كهف بجواره. وكان هاذا المقام الإسلامي ضمن المقامات الإسلامية في محافظة نابلس، وولموقعه على جبل استراتيجي مطل على الأغوار الفلسطينية والإردنية، وجبال عجلون في الأردن، سيطرت القوات الإسرائيلية على المنطقة وأقامت عليه بؤرة عسكرية، وبعد زرع المستوطنة اليهودية آلون موريه في أرض عزموط، استولى المستوطنون على المقام الذي تحول إلى مزار سياحي للمستوطنين، على السواء وأطلقوا عليه حسب ما نشر باللغات العربية والعبرية والإنجليزية (مقام يوسف لونص) وهو الحاكم العسكري اليهودي الذي قتل على أيدي فدائيين عام 1970 في البلدة القديمة في مدينة نابلس. يستخدم زمن العهود الإسلامية السابقة كمرصد ديني وعسكريبإشعال النيران للتراسل بين الجيوش الإسلامية.[بحاجة لمصدر]

## المساحة
تبلغ مساحة عزموط حوالي 12000 دونم وأكثر منها حوالي 400 دونم مساحة البناء في القرية، تم مصادرة حوالي 783 دونم لصالح مستوطنة الون موريه حيث معظم هذة الأراضي جبليه مزروعه بالاحراش التي أقيمت على أرضها عام 1980م وحرم كثير من أصحاب هذه الأراضي حول المستوطنة من الوصول إلى أراضيهم لانها اعتبرت مناطق عسكرية، علما بان الأراضي التي مصادرتها خلال الانتفاضة الثانية (انتفاضه الأقصى) تفوق مساحه الأراضي التي تم بناء عليها المستوطنه في البداية

## السكان
بلغ عدد سكان قرية عزموط في عام 1922 حسب تقديرات الانتداب البريطاني 283 نسمة، وحسب تقديرات حكومة عموم فلسطين عام 1945م حوالي 752 نسمة، وحسب التعداد العام للسكان عام 1997م حوالي 2100 نسمة وحسب النمو النمو الطبيعي للسكان يقدر عدد سكان القرية الحالي حوالي 2700 نسمة تقسم القرية إلى أربعة عائلات رئيسية ي عائلة علاونة وعائلة صوالحة وعائلة حوامدة وعائلة ثابت. مع الاخذ بعين الاعتبار عدد السكان الهائل من أبناء القرية يسكن خارجها بغض النظر عن الأسباب وعددهم يقارب عدد السكان الحاليين بالقرية.

## مؤسسات القرية

### التعليم
يهتم أهل القرية بالتعليم حيث يوجد في القرية ثلاث مدارس واحدة للإناث ويبلغ عدد الطالبات فيها 358 طالبة وأثنتان للذكور واحدة أساسية يبلغ عدد طلابها 156 طالب ومدرسة ثانوية يبلغ عدد طلابها 198 طالب حتى عام 2007 ويوجد في القرية روضتنان خاصتان عدد طلابها حوالي 80 طالب وطالبة.
يشكل حماة الشهادات الجامعية بين الشباب حوالي 60-70% من عدد الشباب منهم حوالي 30 من حملة الشهادات العليا دكتوراه وماجستير وغالبيتهم ما زالو يعيشون داخل القرية.

### الصحة
يوجد في القرية عيادة مزدوجة بين الهلال الأحمر ووزارة الصحة، كما يوجد عدد من العيادات الخاصة في القرية

### الجمعيات
يوجد في القرية عدد من الجمعيات الخيرية الرسمية والمرخصة وهي:-
جمعية نساء عزموط الخيرية وتشرف على روضة أطفال السلام 1
جمعية أملنا الخيرية 2
جمعية شباب عزموط الخيرية

### المؤسسات الثقافية
يوجد في القرية مركز ثقافي وهو منتدى الشباب الفلسطيني - حيث يقدم هذا المركز دورات كمبيوتر وتثقيف صحي